# Jaume de Copons i de Falcó
Jaime de Copons i de Falcó (s. XVII, Barcelona - c. 1718, Barcelona) comte de Sant Martí. Aristòcrata català partidari de la Casa d'Àustria durant la Guerra de Successió Espanyola. El 1713 va ser al junt amb Rafael Casanova un dels principals dirigents de la Guerra dels catalans (1713-1714).
Partidari de l'arxiduc Carles d'Àustria, va participar en les Corts de Catalunya de 1705. El 1713 va ser nomenat pels Tres Comuns de Catalunya per aconsellar-los davant el Tractat d'Utrecht i l'evacuació de Catalunya per les tropes austríaques. Va participar en la Junta General de Braços d'aquest any essent partidari de continuar la guerra contra Felip V però no sense abans intentar una negociació per salvar les Constitucions de Catalunya. Declarada la guerra va ser membre de la «Junta dels 36» fins que aquesta es va dissoldre al desembre de 1713. El febrer de 1714 va ser nomenat membre de la «Junta dels 24» assignant-se-li encàrrec en la Junta de Provisions. Després de la guerra va continuar vivint a Barcelona amb Rafael Casanova i altres dirigents essent-li embargats els seus béns.